# Neige Sinno
Pour les articles homonymes, voir Sinno.
Neige Sinno est une romancière française née le 22 mai 1977 à Vars dans les Hautes-Alpes.

## Biographie
Neige Sinno naît à Vars le 22 mai 1977. Elle est d'origine libanaise par son père.
Pendant son enfance et son adolescence dans les Hautes-Alpes, elle subit les viols répétés de son beau-père de ses 7 à 14 ans. Elle porte plainte en 2000 avec sa mère et celui-ci est condamné à neuf années d'incarcération.
Elle soutient une thèse sur la littérature américaine, intitulée « L’écriture de l’inquiétude dans les nouvelles de Raymond Carver, Richard Ford et Tobias Wolff ». Elle étudie ensuite aux États-Unis et au Mexique. Elle est traductrice et professeure vacataire à l’université.

### Parcours littéraire
Elle collabore avec Edmond Baudoin et publie son premier ouvrage en 2007, un recueil de nouvelles, sous le titre La vie des rats. Elle sort ensuite un essai sur les figures du lecteur, intitulé Lectores entre líneas : Roberto Bolaño, Ricardo Piglia y Sergio Pitol, qui lui permet de remporter le prix Lya Kostakowsky. Son premier roman, Le camion, sort en librairies en 2018. Ces ouvrages passent inaperçus, publiés par de « petits » éditeurs.
En 2023, son livre Triste tigre marque fortement les esprits et bouscule le monde littéraire. La presse l'évoque comme une des « révélations » de la rentrée littéraire 2023, avec Alice Renard et Éric Chacour.
Neige Sinno est sélectionnée pour le prix Goncourt, le prix Médicis, le prix Décembre et remporte le Grand prix des lectrices de Elle dans la catégorie "non-fiction" , le prix littéraire du Monde, le prix Les Inrockuptibles , le prix Femina, le Prix Blù Jean-Marc Roberts ainsi que le prix Goncourt des lycéens 2023  pour Triste tigre (éditions P.O.L).  Traduit en italien par Luciana Cisbani et publié par Neri Pozza Editore (it), le roman obtient le prix Strega européen en 2024.
En mars 2025, Neige Sinno publie La Realidad : « Un superbe et profond récit d’apprentissage » d'après le magazine Télérama.

### Prise de position
Le 15 novembre 2023, Neige Sinno se rend à Ploërmel pour s'opposer au retrait de son livre Triste Tigre du CDI du lycée catholique de la ville. Elle y déclare : « Retirer un livre sur l’inceste d’une bibliothèque est une violence supplémentaire qui encourage le silence. Dans un lycée de 1 700 élèves, ces abus concernent 170 adolescents. Ce chiffre est sidérant ».

### Vie privée
Elle vit au Mexique à partir de 2005. Elle y enseigne la littérature et habite un village situé dans la région de Guadalajara, avec sa fille et son compagnon,. Depuis 2019, elle vit au Pays Basque.

## Œuvres

### Romans ou nouvelles
- La Vie des rats, La Tangente, 2007 (ISBN 295271181X)
- Le Camion, Christophe Lucquin éditeur, 2018, 240 p. (ISBN 236626125X)
- Triste tigre, Paris, P.O.L, 2023, 288 p. (ISBN 2818058260). Ce récit obtient plusieurs prix littéraires dont le Prix Femina 2023 et le prix littéraire du Monde 2023. Publié en 2023, il fait le récit de l'inceste qu'elle subit de la part de son beau-père durant sa jeunesse, puis du procès qu'elle mène avec sa mère contre lui[22].
- La Realidad, Paris, P.O.L, 2025, 272 p. (ISBN 9782818063132)

### Livre audio
- Triste Tigre, lu par l'autrice, coll. « Écoutez Lire », Gallimard, Paris, 2024, 6h  (ISBN 9782073054753)

### Divers
- « L'écriture de l'inquiétude dans les nouvelles de Raymond Carver, Richard Ford et Tobias Wolff », Atelier national de reproduction des thèses, Paris,‎ 2005 (ISBN 9782729568382) Thèse soutenue en 2005 à l'université Aix-Marseille 1 sous la direction de Sylvie Mathé[23].
- Amatlan d'Edmond Baudoin, L'Association, 2009  (ISBN 9782844143013)

Neige Sinno écrit quelques pages dans ce livre en plus d'en être le personnage principal.